# Artis Pabriks
Artis Pabriks (22. marts 1966 i Jūrmala i Lettiske SSR) er en lettisk politiker, tidligere lettisk udenrigsminister og nuværende lettisk forsvarsminister.
Artis Pabriks tog en universitetsgrad i historie fra Letlands Universitet i 1992, og en ph.d. i statskundskab fra Århus Universitet i 1996. Efter at have afsluttet sin ph.d. blev han rektor for Vidzeme Universitet, en nydannet regional uddannelsesinstitution beliggende i Valmiera i Letland. Han har undervist på Vidzeme Universitet siden da. Han er medforfatter til bogen "Latvia: Challenge of Change" fra 2001, der senere blev genudgivet sammen med bind om Litauen og Estland under titlen "The Baltic States: Estonia, Latvia and Lithuania" fra 2002. Begge blev udgivet af Routledge.
Pabriks tilsluttede sig politik som et af stiftende medlem af Tautas partija (Folkepartiet) i 1998 og blev medlem af Saeima, det lettiske parlament i marts 2004. Han blev udnævnt til udenrigsminister den 21. juli 2004, og han trådte tilbage fra denne stilling i oktober 2007 som følge af uoverensstemmelser med lederne af Tautas Partija, som han derefter forlod i november. Han var en af de stiftende medlemmer af det politiske parti Sabiedrība citai politikai (Selskabet for en anden politik) i september 2008.
Pabriks var gæsteprofessor ved Boğaziçi Universitetet i Istanbul med forelæsninger i semestret 2009-2010.
Han har været medlem af partiet Vienotība (Enhed) siden 2011.